# 練木
練木（ねりき）は、千葉県君津市の地名。丁番を持たない単独町名で、郵便番号は299-1108。

## 地理
市内北部、小糸川中流の右岸に位置する。
地内は大半が山林で、南部の小糸川周辺の平地に水田が広がり、住宅が点在する。また北部でも、山間部のわずかな平地に田畑が広がっている。
北で木更津市八幡台・木更津市上烏田、東で大鷲、南で上、西から北にかけて三直とそれぞれ接する（特記ないものは君津市）。

### 河川
- 小糸川 - 南端で面しており、上地区との境界をなす。

## 歴史

### 沿革
- 江戸時代 - 周淮郡練木村成立。幕府・清水家・旗本本多氏の相給、のち西端藩・幕府の相給[4]。
  - 宝暦〜天明年間 - 自然災害の多発により農民が困窮。米の提供などの対策がとられる[4]。
- 1873年（明治6年） - 練木村、千葉県に所属[4]。
- 1889年（明治22年）4月1日 - 町村制施行により周淮郡中村大字練木となる[4]。
- 1897年（明治30年）4月1日 - 中村、郡統合により君津郡所属となる。
- 1955年（昭和30年）3月31日 - 中村と小糸村が合併し君津郡小糸町が成立、同町の大字となる。
- 1970年（昭和45年）9月28日 - 小糸町と君津町（2代目）・上総町・清和村・小櫃村が合併し君津郡君津町（3代目）が成立、同町の大字となる。
- 1971年（昭和46年）9月1日 - 君津町が市制施行し、君津市となる。

## 世帯数と人口
2021年（令和3年）9月30日現在の世帯数と人口は以下の通りである。
| 大字 | 世帯数 | 人口  |
| ---- | ------ | ----- |
| 練木 | 55世帯 | 123人 |

## 小・中学校の学区
市立小・中学校に通う場合、学区は以下の通りとなる。
| 番地 | 小学校             | 中学校             |
| ---- | ------------------ | ------------------ |
| 全域 | 君津市立小糸小学校 | 君津市立周東中学校 |

## 交通
地内を通る鉄道・バス路線はない。最寄駅はJR内房線君津駅。

### 道路
高速道路
- 館山自動車道
  - 地内北西端をわずかに通過する。施設なし（木更津南JCT - 君津IC間）。

主要地方道
- 千葉県道92号君津鴨川線（房総スカイライン）
  - 三直トンネル
  - 練木トンネル
  - 大鷲トンネル

## 施設
- 練木ホタルの里（ホタルロード）
- アタックゴルフ君津

## 史跡
- 練木不動尊
- 日吉神社
- 峯田の池（瓢箪堰）